# Rytijärvi (Gällivare socken, Lappland, 744711-173570)
Rytijärvi är en sjö i Gällivare kommun i Lappland och ingår i Kalixälvens huvudavrinningsområde.